# 1944년 미국 대통령 선거
1944년 미국 대통령 선거는 1944년 11월 7일에 치른 미국의 대통령선거이다. 미국이 제2차 세계 대전에 참전 중에 치러진 대통령 선거이다. 현직 대통령이었던 민주당 프랭클린 루스벨트는 과거 어느 대통령보다 오래 현직에 있었지만, 인기는 줄어들지 않았다. 1940년 미국 대통령 선거 때와는 달리 루즈벨트가 민주당 후보로 다시 한 임기를 더 하는데 있어 의심은 거의 없었다. 이 해의 공화당 대항마는 뉴욕 주지사 토마스 E. 듀이였다. 듀이는 적극적으로 선거 운동을 했지만 세계 대전 도중, 루즈벨트가 4번째 당선을 하지 못할 것이라고 생각하는 사람은 없었다.

## 후보자 지명

### 민주당
루즈벨트는 전시에 현직으로 인기가 있었고 공공연한 반대를 거의 당하지 않았다. 민주당 내, 특히 남부에서는 보수파의 수가 증가하고, 루즈벨트의 경제와 사회 정책에 회의적인 사람이 증가하고 있었지만, 굳이 루즈벨트에 반대하는 사람은 거의 없었고, 쉽게 다시 지명되었다. 지명 투표의 결과는 다음과 같았다.
- 대통령 프랭클린 루스벨트 1086표
- 해리 F. 버드 89표
- 제임스 A. 팔리 1표

당내 보수파는 루즈벨트의 재지명을 중지 할 수 없었지만, 대통령의 모습이 분명히 신체적으로 쇠약했고, 개인의 건강 문제가 있다는 소문도 있었으므로, 많은 대의원과 당지도는 현직 부통령 헨리 A. 월리스는 강하게 반대했다. 월러스는 보수파의 많은 사람들에게 대통령을 잇는 가능성이 있는 사람으로서 너무 좌파였으며 괴짜에 불과했다. 많은 당 지도자들이 월러스의 지명에 반대했기 때문에 미주리주 선출의 미국 상원 의원, 상원 전시 조사위원회의 의장으로 잘 알려진 중도파 해리 S. 트루먼을 새로운 부통령 후보로 제안하는 것을 루즈벨트 개인적으로 전했다.
루즈벨트는 개인적으로 월러스를 좋아했고, 트루먼은 거의 몰랐기 때문에 당의 결속을 유지하기 위해 트루먼을 새로운 후보자로 받아들이는 것을 주저했다. 그럼에도 불구하고 많은 혁신적인 대의원은 월러스 스텔 것을 거절 첫 번째 지명 투표에서 월러스에 표를 던졌다. 그러나 북부, 중서부와 남부의 큰 주 대의원이 2번째 지명 투표에서 트루먼이 지명을 얻기에 충분한 표를 던졌다. 루즈 벨트의 건강이 쇠약해져 다음 투표 1945년 4월에는 죽게 되었으니 이 부통령 지명을 둘러싼 싸움은 역사적인 의미가 커졌지만 트루먼은 미국 제33대 대통령이 되었다.

### 공화당
공화당 지명후보자

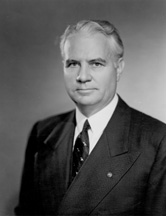
존 W. 블릭커, 오하이오주지사
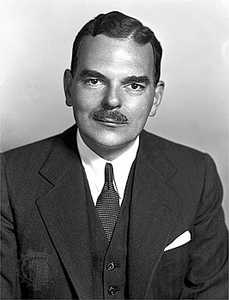
토마스 E. 듀이, 뉴욕 지사
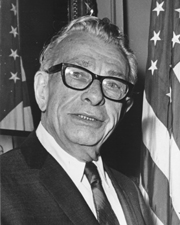
에버렛 디커슨, 일리노이주 선출 미국 하원 의원
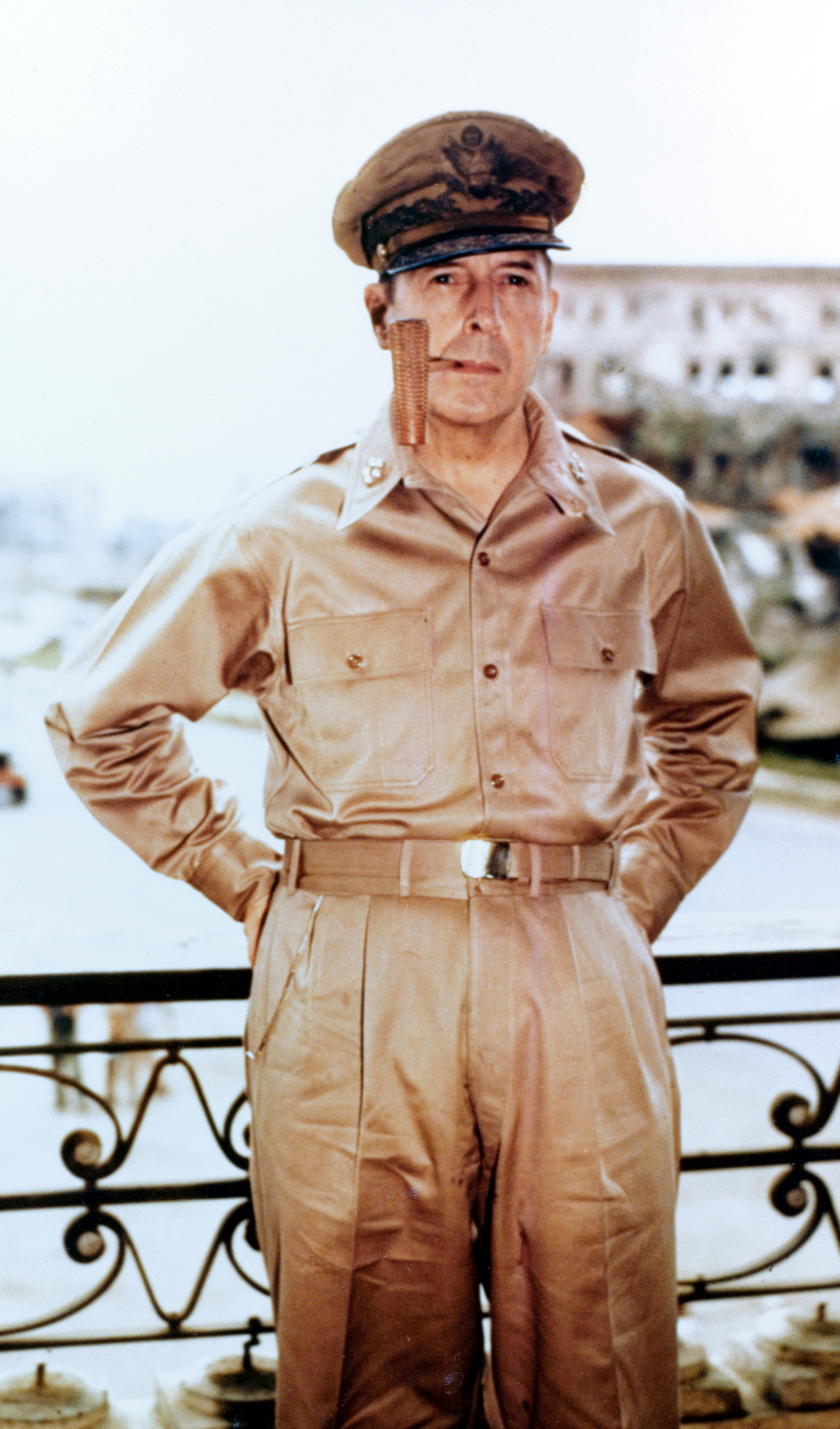
더글라스 맥아더, 미국 육군장군, 위스콘신주출신
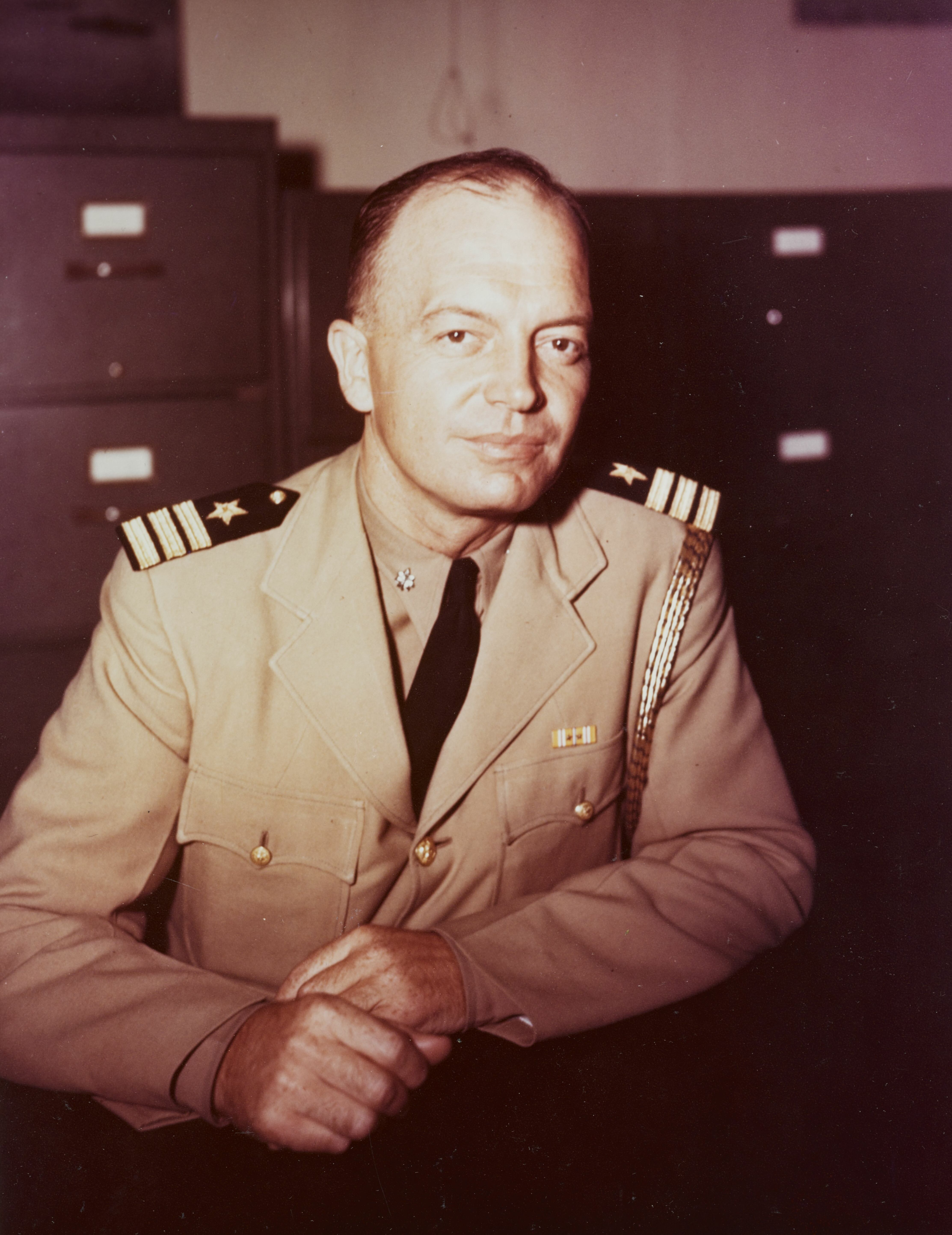
해롤드 스태슨, 원미네소타주지사
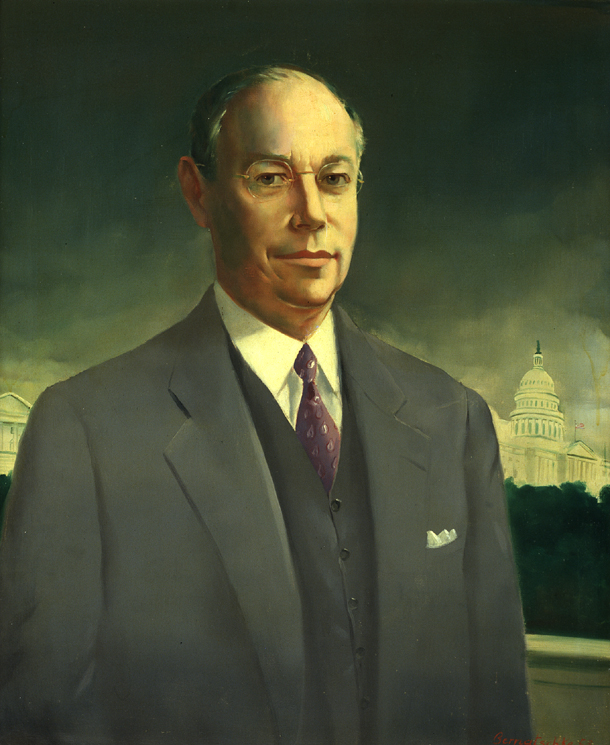
포버트 태프트, 오하이오 미국 상원의원
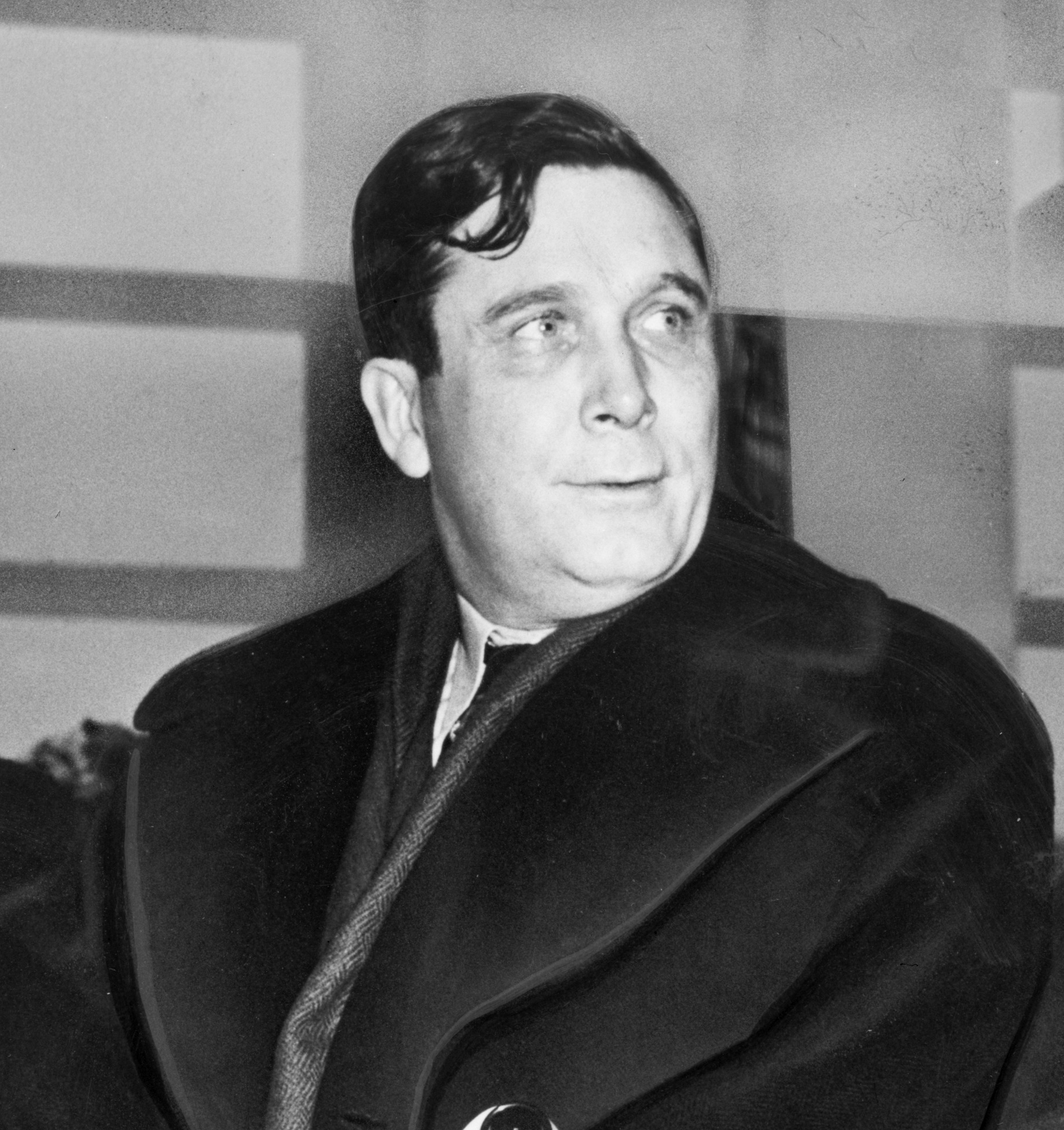
웬델 윌키, 실업가, 1940년 후보자, 뉴욕주출신

- 라일리 A. 벤더, 실업가, 일리노이주출신

## 일반 선거
공화당은 뉴딜 정책에 반대하는 선거 운동을 했고, 전쟁의 종결이 시야에 들어 왔기 때문에 작은 정부와 규제가 적은 경제를 요구했다. 그래도 루즈벨트의 인기가 계속되고 있는 것이 선거의 큰 주제가 되었다. 루즈벨트는 건강이 좋지 않다는 소문을 불식시키기 위해 10월에 활발한 선거 유세를 하려고 애썼으며 도시의 거리에서 오픈카를 탔다. 선거 운동의 정점은 루즈벨트가 노동 조합 지도자 모임에서 연설할 때였다. 그 연설은 라디오로 전국에 방송되었으며 공화당이 루즈벨트 정권은 부패하고, 세금 낭비를 하고 있다고 주장을 야유했다. 특히 루즈벨트가 알래스카 유세에서 분실했던 애견 스코티시테리어, 팔라를 백악관에 돌려 보내기 위하여 미국 해군의 구축함을 파견했다고 공화당이 주장하고 있는 것에 대해 그런 소문을 ‘파라 화가’라고 조소하며 일축했다. 이 연설은 노동 조합 지도자들은 큰 웃음과 박수를 받았다. 듀이는 이에 대항하여 3일 후에 오클라호마시티에 가서 라디오에서 신랄한 정당 연설을 통해 루즈벨트는 대도시의 민주당 조직과 미국 공산당을 부패 시키려면 ‘꼭 있어야 하는 존재’라고 비난했다. 또한 루즈벨트 내각의 각료를 "뒤죽박죽 크루"고 말했다. 그러나 선거 기간 동안, 예를 들면 1944년의 파리 해방과 10월 필리핀 레이테만 전투 등 유럽과 태평양 전장에서 미국이 성공을 거듭하자 루즈벨트 우위는 확고부동했다.
11월 7일 선거일, 루즈벨트는 듀이에 여유있는 승리를 얻었다. 루즈벨트는 36주 432 대의원 표를 얻은 반면, 듀이는 12주 99 선거인표를 얻었다. (당선에 필요한 수는 266). 선거의 득표수는 루즈벨트가 25,612,916표, 듀이가 22,017,929표였다. 듀이는 루즈벨트와 싸운 지난 3명이 어떤 후보보다 선전하고 루즈벨트의 출신 도시 뉴욕주 하이드 파크와 트루먼의 출신 도시 미주리주 인디펜던스에서 루즈벨트를 이겼다는 개인적인 만족을 얻었다. 듀이는 다음 선거인 1948년에도 공화당 대통령 후보로 출마해 다시 패배하게 되었지만, 그때도 접전을 벌였다.
일부 소식통에 따르면이 선거 내의 내막은 듀이가 루즈벨트를 고발할 수 있는 몇 가지 정보를 가지고 있었다는 것이다. 진주만 공격 전에 미국 정보부는 일본의 암호를 해독하고 있었다는 것을 발견했다. 아직 일본과의 전쟁은 끝나지 않았기 때문에, 듀이는 그 정보를 밝혀 않기로했다.
이 대통령 선거는 주요 정당의 후보자가 2명 모두 뉴욕주 출신이라는 것은 마지막 하나가 되었다. 그 밖에도 다음과 같은 기록이 있었다.
- 민주당이 남부를 모두 제압한 것으로 마지막이 되었다.
- 지표가 되는 주였던 오하이오에서 승리한 후보가 패배한 것은 1892년 그로버 클리블랜드의 재선 때부터였다.
- 특정 후보자가 주에서 90% 이상의 득표율을 올린 것도 마지막 선거되었다.
- 1947년 미국 헌법 수정 제22조의 통과로 후보자가 4기 째에 출마할 것으로는 마지막이자 유일한 기회가 되었다.

## 결과
| 대선 결과                |                 |            |            |               |                              |               |
| 대통령 후보 출신 주      | 정당            | 득표수     | 득표율     | 선거인단 득표 | 부통령 후보 출신 주          | 선거인단 득표 |
| 프랭클린 루즈벨트 뉴욕주 | 민주당          | 25,612,916 | 53.4%      | 432           | 해리 S. 트루먼 미주리주      | 432           |
| 토마스 E. 듀이 뉴욕주    | 공화당          | 22,017,929 | 45.9%      | 99            | 존 W. 브릭커 오하이오주      | 99            |
| 지명없음                 | 텍사스 레귤러스 | 135,439    | 0.3%       | 0             | 지명없음                     | 0             |
| 노먼 토마스 뉴욕주       | 미국 사회당     | 79,017     | 0.2%       | 0             | 달링턴 후프스 펜실베이니아주 | 0             |
| 클로드 왓슨 캘리포니아주 | 금주당          | 74,758     | 0.2%       | 0             | 앤드루 존슨 캔터키 주        | 0             |
| 기타                     | -               | 57,004     | 0.1%       | 0             | -                            | 0             |
| 합계                     | 합계            | 47,977,063 |            | 531           | -                            | 531           |
| 선출필요수               | 선출필요수      | 선출필요수 | 선출필요수 | 266           | -                            | 266           |

### 주별 선거 결과
| 주             | 선거 인단 | 프랭클린 루스벨트 민주당 | 프랭클린 루스벨트 민주당 | 프랭클린 루스벨트 민주당 | 토머스 듀이 공화당 | 토머스 듀이 공화당 | 토머스 듀이 공화당 | 기타 후보 | 기타 후보 | 전체       |
| 주             | 선거 인단 | #                        | %                        | 선거 인단                | #                  | %                  | 선거 인단          | #         | %         | 전체       |
| -------------- | --------- | ------------------------ | ------------------------ | ------------------------ | ------------------ | ------------------ | ------------------ | --------- | --------- | ---------- |
| 네바다         | 3         | 29,623                   | 54.62                    | 3                        | 24,611             | 45.38              | -                  | -         | -         | 54,234     |
| 네브래스카     | 6         | 233,246                  | 41.42                    | -                        | 329,880            | 58.58              | 6                  | -         | -         | 563,126    |
| 노스다코타     | 4         | 100,144                  | 45.48                    | -                        | 118,535            | 53.84              | 4                  | 1,492     | 0.68      | 220,171    |
| 노스캐롤라이나 | 14        | 527,399                  | 66.71                    | 14                       | 263,155            | 33.29              | -                  | -         | -         | 790,554    |
| 뉴멕시코       | 4         | 81,389                   | 53.47                    | 4                        | 70,688             | 46.44              | -                  | 148       | 0.10      | 152,225    |
| 뉴욕           | 47        | 3,304,238                | 52.31                    | 47                       | 2,987,647          | 47.30              | -                  | 24,905    | 0.39      | 6,316,790  |
| 뉴저지         | 16        | 987,874                  | 50.31                    | 16                       | 961,335            | 48.95              | -                  | 14,552    | 0.74      | 1,963,761  |
| 뉴햄프셔       | 4         | 119,663                  | 52.11                    | 4                        | 109,916            | 47.87              | -                  | 46        | 0.02      | 54,234     |
| 전체           | 전체      | 25,602,505               | 53.31                    | 432                      | 22,006,278         | 45.82              | 99                 | 416,901   | 0.87      | 73,026,831 |

## 같이 보기
- 미국의 대통령
- 1944년 미국 하원의원 선거
- 1944년 미국 상원의원 선거

## 참고 문헌
- Cantril, Hadley and Mildred Strunk, eds.; Public Opinion, 1935-1946 (1951), massive compilation of many public opinion polls from USA Gallup, George Horace, ed. The Gallup Poll; Public Opinion, 1935-1971 3 vol (1972) esp vol 1; summarizes results of each poll as reported to newspapers